# 6401 Рентген
6401 Рентген (6401 Roentgen) — астероїд головного поясу, відкритий 15 квітня 1991 року.
Тіссеранів параметр щодо Юпітера — 3,328.
Названо на честь німецького фізика Вільгельма Конрада Рентгена